# Armia pancerna
Armia pancerna – związek operacyjny wojsk lądowych składający się z kilku pancernych lub pancernych i zmechanizowanych związków taktycznych (oddziałów), organów dowodzenia i zaopatrywania. Armia pancerna przeznaczona jest do wykonywania zadań operacyjnych oraz operacyjno-strategicznych. Główną siłą uderzeniową armii pancernej są czołgi.